# أم عنكبوتية
الأم العنكبوتية (بالإنجليزية: Arachnoid Mater) الطبقة الوسطى للسحايا غشاء شفاف ورقيق للغاية يقع بين غشاء الأم الجافية وغشاء الأم الحنون، ويتكون من طبقة من الألياف المطاطية التي تشبه خيوط بيت العنكبوت. ويُسمى الفراغ الموجود بين الغشاء العنكبوتي، وغشاء الأم الحنون "بالفراغ العنكبوتي"؛ حيث يمتلئ بالسائل المخي الشوكي، والأوعية الدموية.